# Sportredskap
Sportredskap är ett samlingsnamn för den utrustning som krävs vid utövandet av olika sporter, såsom bollar, racketar, klubbor, skidor, skridskor, kastredskap etc. Utvidgat kan ordet avse den sportandes utrustning: speciella skor vid exempelvis fotboll, fäktmask vid fäktning liksom målburar och dito ställningar vid bollspel med mera.